# هیلما آف کلینت

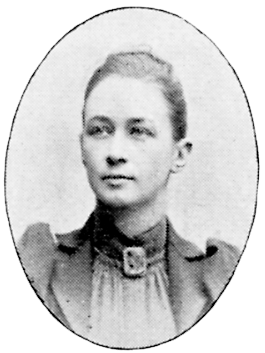

هیلما آف کلینت (به انگلیسی: Hilma af Klint) (زاده ۲۶ اکتبر ۱۸۶۲ - درگذشته ۲۱ اکتبر ۱۹۴۴) یکی از نقاشان معروف سوئدی و پیشگام هنر آبستراک می‌باشد. او پیشروی رادیکال هنری است که خود را از حصار واقعیت‌های ملموس و عینی خارج می‌سازد و از رنگ و فرمهای تمثیلی و غیر طبیعی برای بیان مفاهیم خود بهره می‌گیرد. در سال ۱۹۰۶ او به تکامل شکلها و تصویرهای آبستراک پرداخت.
آثار هنری انتزاعی هیلما فقط به انتزاع رنگ و شکل محدود نیست بلکه تلاش برای شکل دادن به آنچه دیدنی و قابل لمس نیست می‌باشد. او چندین سال قبل از واسیلی کاندینسکی، پیت موندریان و کازیمیر مالوویچ که هنوز به عنوان پیشگامان هنر آبستراک معرفی می‌شوند دست به خلق آثار هنری آبستراک زده.
هیلما آف کلینت تحصیلات هنری خود را در بخش هنری دانشگاه تکنیک استکهلم که امروز به دانشگاه هنر نامیده می‌شود به انجام رساند. او بین سالها ۱۸۸۲ و ۱۸۸۷ شاگرد فرهنگستان هنر بود. بعد از اتمام تحصیلات تا سال ۱۹۰۸ نقاشی‌های اواز صورت و یامناظر طبیعی بود.
بعد از مدتی او نقاشی از طبیعت را رها کرد. او معتقد بود که یک بعد روحانی در زندگی انسان وجود دارد و می‌خواست موقعیت‌های از وجود انسانی که عینی و ملموس نیست به تصویر بکشد. او همانند بسیاری از معاصران خود از جریانهای معنوی آن زمان همچون اعتقاد به عالم ارواح و عرفان متاثر بود. او معتقد بود که زمانی که او نقاشی می‌کند به خود آگاهی بیشتری می‌رسد و از این طریق برای ایجاد کار خود الهام و پیام می‌گیرد. او از طریق نقاشی خود به بررسی ابعاد مختلف وجودانسان می‌پردازد.
هیلما آف کلینت بیش از ۱۰۰۰ نقاشی روی کاغذ از خود بجا گذاشته است. او تابلوهائی که موضوع آن منظره و پرتره بود در زمان حیاتش به نمایش گذاشته اما نقاشیهای آبستراک خود را در زمان حیاتش هرگز به نمایش نگذاشت. او در وصیت خود قید کرده بود که نقاشی‌های آبستراک او را بیست سال بعد از مرگ او می‌توانند در معرض دید عموم قرار دهند. او مطمئن بود که در این زمان مردم کارهای او را خواهند فهمید.